# Torup
Torup ist eine dänische Ortschaft mit 401 Einwohnern (Stand 1. Januar 2025) auf Seeland. Die Ortschaft liegt im gleichnamigen Kirchspiel (Torup Sogn), das bis 1970 zur Harde Strø Herred im damaligen Frederiksborg Amt gehörte. Mit der Auflösung der Hardenstruktur wurde das Kirchspiel in die Kommune Frederiksværk aufgenommen, die Kommune wiederum ging mit der Kommunalreform zum 1. Januar 2007 mit anderen Kommunen in der neu gegründeten Kommune Halsnæs auf, die zur Region Hovedstaden gehört.
Torup liegt etwa fünf Kilometer nordwestlich von Frederiksværk und circa sieben Kilometer östlich von Hundested.
Sehenswert ist die Torup Kirke.

## Persönlichkeiten
- Harald Blegvad (1886–1951), Zoologe und Fischereibiologe